# Нетто, Шико
Франсиско Буэно Нетто (порт.-браз. Francisco Bueno Netto; 9 апреля 1894, Можи-Мирин — 18 июня 1959, Маринга), более известный под именем Шико Нетто (порт.-браз. Chico Netto — бразильский футболист, левый защитник.

## Карьера
Шико Нетто родился в семье Бенедито Нетто де Араужо и Аны Буэно. У него были братья Адалберто, Ренато и Одвалдо. В возрасте 14 лет он начал играть в футбол в клубе «Ампаро». В 1912 году Шико перешёл в клуб «Америка» из города Рио-де-Жанейро, за которую провёл 1 сезон, в котором клуб занял 3-е место в чемпионате штата Рио. Через год Шико играл в клубе «Американо», который занял в чемпионате Рио последнее место и покинул первенство уже в первом раунде турнира. С 1914 по 1915 год Шико играл за клуб «Сан-Бенту». С 1915 по 1924 год Шико выступал за команду «Флуминенсе», с которой выиграл четыре чемпионата Рио-де-Жанейро. Был капитаном команды.
7 января 1917 года Шико дебютировал в составе сборной Бразилии в матче с уругвайской командой «Дублин», игра завершилась вничью 0:0. В том же году Шико поехал на чемпионат Южной Америки, где бразильцы заняли третье место. Всего за национальную команду Шико провёл 7 матчей.
В 1975 году в Паране был построен Спортивная гимназия, названный именем Шико Нетто, а также спортивный комплекс.

## Международная статистика
| Матчи Шико Нетто за сборную Бразилии | Матчи Шико Нетто за сборную Бразилии | Матчи Шико Нетто за сборную Бразилии | Матчи Шико Нетто за сборную Бразилии | Матчи Шико Нетто за сборную Бразилии | Матчи Шико Нетто за сборную Бразилии | Матчи Шико Нетто за сборную Бразилии |
| ------------------------------------ | ------------------------------------ | ------------------------------------ | ------------------------------------ | ------------------------------------ | ------------------------------------ | ------------------------------------ |
| №                                    | Дата                                 | Место проведения                     | Оппонент                             | Счёт                                 | Голы                                 | Турнир                               |
| 1                                    | 12 сентября 1912                     | Рио-де-Жанейро                       | Аргентина                            | 0:4                                  | —                                    | неофициальный Товарищеский матч      |
| 2                                    | 25 сентября 1912                     | Сан-Паулу                            | Чили                                 | 0:1                                  | —                                    | неофициальный Товарищеский матч      |
| 3                                    | 7 сентября 1917                      | Рио-де-Жанейро                       | Дублин (Монтевидео)                  | 0:0                                  | —                                    | Товарищеский матч                    |
| 4                                    | 6 мая 1917                           | Рио-де-Жанейро                       | Спортиво Барракас                    | 1:1                                  | —                                    | Товарищеский матч                    |
| 5                                    | 3 октября 1917                       | Монтевидео                           | Аргентина                            | 2:4                                  | —                                    | Чемпионат Южной Америки              |
| 6                                    | 7 октября 1917                       | Монтевидео                           | Уругвай                              | 0:4                                  | —                                    | Чемпионат Южной Америки              |
| 7                                    | 12 октября 1917                      | Монтевидео                           | Чили                                 | 5:0                                  | —                                    | Чемпионат Южной Америки              |
| 8                                    | 16 октября 1917                      | Монтевидео                           | Уругвай                              | 1:3                                  | —                                    | Товарищеский матч                    |
| 9                                    | 27 января 1918                       | Рио-де-Жанейро                       | Дублин (Монтевидео)                  | 0:1                                  | —                                    | Товарищеский матч                    |

## Достижения
- Чемпион штата Рио-де-Жанейро: 1917, 1918, 1919, 1924

## Личная жизнь
Шико был женат на Алисе Родригес. Она скончалась при родах, когда на свет появился их сын, Карлос Эдуардо Родригес Нетто. 